# Eye Cue
Eye Cue est un groupe macédonien, composé des chanteurs Bojan Trajkovski (macédonien : Бојан Трајковски) et Marija Ivanovska (macédonien : Марија Ивановска, née le 18 septembre 1997 ), formé en 2008. Le groupe a connu son premier succès en 2008 avec Magija, et a intégré le  MTV Adria Top 20 avec la chanson "Not This Time" en 2010. Ils remportent le Skopje Fest 2015 avec la chanson Ubava,,. 
Le groupe représente la Macédoine du Nord au Concours Eurovision de la chanson 2018, avec la chanson Lost and Found, à Lisbonne au Portugal. Lors de la première demi-finale du 8 mai 2018 il se classe 18ème, ce qui ne les qualifie pas pour la finale,,.

## Discographie

### Singles
- 2010: Ista pateka
- 2010: Ne zaboravaj
- 2010: Not This Time
- 2012: Magija
- 2013: Son
- 2013: Bobi maš mi e gajle
- 2013: Superstar Wannabe
- 2013: Ni luti se čoveče
- 2014: There's A Chance
- 2014: Samo sakav
- 2014: Sega mi trebaš ti (avec Kristina Arnaudova)
- 2015: Eve pak
- 2015: Ubava
- 2016: Sepak mi e zabavno
- 2016: Najbolja
- 2016: Najdobar
- 2017: Glowing Lips
- 2017: Mojot kral
- 2017: Kolku dobro te znam
- 2017: Million Times
- 2017: Možam, no se sakam
- 2018: Lost and Found